# Три-Форкс
Три-Форкс (англ. Three Forks) — небольшой город в округе Галлатин, штат Монтана, США. Население города по данным переписи 2010 года составляет 1869 человек; по оценочным данным 2012 года оно составляет 1892 человека.

## География
Вблизи города соединяются три основных верховья реки Миссури — Джефферсон, Мадисон и Галлатин. Таким образом, Три-Форкс, как место их слияния, часто воспринимается как исток Миссури. По данным Бюро переписи населения США площадь города составляет 3,88 км², из них 3,73 км² составляет суша и 0,15 км² — открытые водные пространства.

## Население
По данным переписи 2010 года население города составляло 1869 человек; плотность населения насчитывала 501,1 чел/км². Расовый состав: белые американцы (98,1 %); афроамериканцы (0,2 %); азиаты (0,5 %); коренные американцы (0,4 %) и представители двух и более рас (0,9 %). Доля латиноамериканцев любой расы — 2,1 %.
Из 785 домашних хозяйств в 31,1 % — воспитывали детей в возрасте до 18 лет, 51,2 % представляли собой совместно проживающие супружеские пары, в 9 % хозяйств женщины проживали без мужей, в 6,5 % — мужчины проживали без женщин и в 33,2 % — проживали несемейные люди. 28,4 % домохозяйств состояли из одного человека, при этом 11,3 % составили одинокие пожилые люди в возрасте 65 лет и старше. В среднем домашнее хозяйство ведут 2,37 человек, а средний размер семьи — 2,90 человек.
Доля лиц в возрасте младше 18 лет составляет 24,8 %; лиц в возрасте от 18 до 24 лет — 6,4 %; от 25 до 44 лет — 24,5 %; от 45 до 64 лет — 28,4 %; лиц старше 65 лет — 15,8 %. Средний возраст населения — 40,8 лет. 49,8 % населения составляют мужчины, 50,1 % — женщины.
Динамика численности населения города по годам:
| 1930 | 1940 | 1950 | 1960 | 1970 | 1980 | 1990 | 2000 | 2010 |
| ---- | ---- | ---- | ---- | ---- | ---- | ---- | ---- | ---- |
| 884  | 876  | 1114 | 1161 | 1188 | 1247 | 1203 | 1728 | 1869 |